# Silvia Doblado
Silvia Doblado Peña (Las Palmas de Gran Canaria, Canarias, España, 22 de marzo de 1987) es una exfutbolista española. Jugaba de centrocampista.
Tras diez temporadas en el Granadilla Tenerife, Doblado anunció su retiro en mayo de 2023.

## Selección nacional
Doblado fue internacional juvenil por España. Formó parte del plantel de España sub-19 que ganó el Campeonato Europeo Femenino Sub-19 de la UEFA de 2004 y jugó la posterior Copa Mundial Femenina de Fútbol Sub-19 de 2004.

## Estadísticas
Actualizado al último partido disputado el 15 de noviembre de 2020 (incompleto, solo liga)
| Club                         | Div.          | Temporada     | Liga  | Liga  | Copas nacionales(1) | Copas nacionales(1) | Copas internacionales(2) | Copas internacionales(2) | Total | Total |
| Club                         | Div.          | Temporada     | Part. | Goles | Part.               | Goles               | Part.                    | Goles                    | Part. | Goles |
| ---------------------------- | ------------- | ------------- | ----- | ----- | ------------------- | ------------------- | ------------------------ | ------------------------ | ----- | ----- |
| Barcelona · España           |               |               |       |       |                     |                     |                          |                          |       |       |
| 1.ª                          | 2009-10       | 10            | 0     | 0     | 0                   | -                   | -                        | 10                       | 0     |       |
| Total club                   | Total club    | 10            | 0     | 0     | 0                   | 0                   | 0                        | 10                       | 0     |       |
| Llamoro · España             |               |               |       |       |                     |                     |                          |                          |       |       |
| 1.ª                          | 2010-11       | 19            | 3     | 0     | 0                   | -                   | -                        | 19                       | 3     |       |
| Total club                   | Total club    | 19            | 3     | 0     | 0                   | 0                   | 0                        | 19                       | 3     |       |
| Sporting de Huelva · España  |               |               |       |       |                     |                     |                          |                          |       |       |
| 1.ª                          | 2011-12       | 33            | 1     | 0     | 0                   | -                   | -                        | 33                       | 1     |       |
| 1.ª                          | 2012-13       | 30            | 1     | 0     | 0                   | -                   | -                        | 30                       | 1     |       |
| Total club                   | Total club    | 63            | 2     | 0     | 0                   | 0                   | 0                        | 63                       | 2     |       |
| Granadilla Tenerife · España |               |               |       |       |                     |                     |                          |                          |       |       |
| 1.ª                          | 2015-16       | 28            | 3     | 0     | 0                   | -                   | -                        | 28                       | 3     |       |
| 1.ª                          | 2016-17       | 29            | 3     | 0     | 0                   | -                   | -                        | 29                       | 3     |       |
| 1.ª                          | 2017-18       | 25            | 1     | 0     | 0                   | -                   | -                        | 25                       | 1     |       |
| 1.ª                          | 2018-19       | 27            | 0     | 0     | 0                   | -                   | -                        | 27                       | 0     |       |
| 1.ª                          | 2019-20       | 20            | 0     | 0     | 0                   | -                   | -                        | 20                       | 0     |       |
| 1.ª                          | 2020-21       | 7             | 1     | 0     | 0                   | -                   | -                        | 7                        | 1     |       |
| Total club                   | Total club    | 136           | 8     | 0     | 0                   | 0                   | 0                        | 136                      | 8     |       |
| Total carrera                | Total carrera | Total carrera | 228   | 8     | 0                   | 0                   | 0                        | 0                        | 228   | 8     |